# Aspis (1907)
Aspis – grecki niszczyciel służący w Greckiej Marynarce Wojennej w latach 1907-1945. Nazwa aspis oznacza w języku greckim tarczę (gr. ἀσπίς, ὅπλον – hoplon).
"Aspis", tak jak wszystkie cztery niszczyciele typu Niki, został zamówiony w Niemczech i zbudowany w 1907 roku w szczecińskiej stoczni AG Vulcan Stettin.
Podczas I wojny światowej okręt wraz z całą flotą grecką przeszedł pod kontrolę ententy. W 1916 roku okręt służył we francuskiej marynarce wojennej. W 1918 roku wraz z opowiedzeniem się Grecji po stronie aliantów, okręt został oddany stronie greckiej. Do końca wojny "Aspis" patrolował Morze Egejskie.
W czasie wojny grecko-tureckiej okręt brał udział w operacjach na wodach Morza Egejskiego oraz Morza Marmara, jednak nie odniósł większych sukcesów.
W latach 1925–1927 okręt przeszedł modernizację otrzymując nowoczesną artylerię pokładową. Na początku II wojny światowej okręt dostarczał zaopatrzenie wyspom greckim położonym na Morzu Jońskim a od 1942 roku służył w ochronie brytyjskich konwojów śródziemnomorskich. Po zakończeniu wojny w 1945 roku okręt został sprzedany do stoczni złomowej.